# گوانگزی
گوانگزی (به لاتین: Guangze County) یک شهرستان در جمهوری خلق چین است که در نانپینگ واقع شده‌است.